# Оркатт (Каліфорнія)
Оркатт (англ. Orcutt) — переписна місцевість (CDP) в США, в окрузі Санта-Барбара штату Каліфорнія. Населення — 32 034 особи (2020).

## Географія
Оркатт розташований за координатами 34°52′2″ пн. ш. 120°25′25″ зх. д. / 34.86722° пн. ш. 120.42361° зх. д. (34.867268, -120.423559).  За даними Бюро перепису населення США в 2010 році переписна місцевість мала площу 28,83 км², з яких 28,81 км² — суходіл та 0,01 км² — водойми.

### Клімат
| Клімат : Оркатт       | Клімат : Оркатт | Клімат : Оркатт | Клімат : Оркатт | Клімат : Оркатт | Клімат : Оркатт | Клімат : Оркатт | Клімат : Оркатт | Клімат : Оркатт | Клімат : Оркатт | Клімат : Оркатт | Клімат : Оркатт | Клімат : Оркатт | Клімат : Оркатт |
| Показник              | Січ.            | Лют.            | Бер.            | Квіт.           | Трав.           | Черв.           | Лип.            | Серп.           | Вер.            | Жовт.           | Лист.           | Груд.           | Рік             |
| Середній максимум, °C | 16,7            | 16,7            | 17,8            | 18,9            | 18,9            | 20,6            | 21,7            | 22,8            | 22,8            | 22,8            | 20,0            | 17,8            | 20,0            |
| Середній мінімум, °C  | 2,8             | 3,9             | 5,0             | 5,6             | 7,8             | 10,0            | 10,6            | 11,7            | 10,6            | 7,8             | 5,0             | 2,8             | 6,7             |
| Норма опадів, мм      | 61              | 76              | 61              | 28              | 8               | 3               | 3               | 3               | 8               | 15              | 36              | 43              | 343             |
| --------------------- | --------------- | --------------- | --------------- | --------------- | --------------- | --------------- | --------------- | --------------- | --------------- | --------------- | --------------- | --------------- | --------------- |
| Джерело: Weatherbase  |                 |                 |                 |                 |                 |                 |                 |                 |                 |                 |                 |                 |                 |

## Демографія
Згідно з переписом 2010 року, у переписній місцевості мешкало 28 905 осіб у 10 631 домогосподарстві у складі 7883 родин. Густота населення становила 1003 особи/км².  Було 11133 помешкання (386/км²).
Расовий склад населення:
| - 81,9 % — білих - 3,9 % — азіатів - 1,4 % — чорних або афроамериканців - 1,2 % — корінних американців - 0,2 % — вихідців з тихоокеанських островів - 6,9 % — осіб інших рас |

До двох чи більше рас належало 4,5 %. Частка іспаномовних становила 23,8 % від усіх жителів.
За віковим діапазоном населення розподілялося таким чином: 24,3 % — особи молодші 18 років, 58,1 % — особи у віці 18—64 років, 17,6 % — особи у віці 65 років та старші. Медіана віку мешканця становила 42,3 року. На 100 осіб жіночої статі у переписній місцевості припадало 96,1 чоловіків;  на 100 жінок у віці від 18 років та старших — 92,7 чоловіків також старших 18 років.
Середній дохід на одне домашнє господарство  становив 90 295 доларів США (медіана — 72 597), а середній дохід на одну сім'ю — 99 069 доларів (медіана — 84 796). Медіана доходів становила 66 801 долар для чоловіків та 45 674 долари для жінок. За межею бідності перебувало 6,1 % осіб, у тому числі 10,4 % дітей у віці до 18 років та 4,8 % осіб у віці 65 років та старших.
Цивільне працевлаштоване населення становило 13 491 осіб. Основні галузі зайнятості: освіта, охорона здоров'я та соціальна допомога — 23,5 %, роздрібна торгівля — 9,5 %, науковці, спеціалісти, менеджери — 9,3 %.